# Lobo Carrasco
Francisco José Carrasco Hidalgo (Alcoy, Alicante, España, 6 de marzo de 1959), más conocido como Lobo Carrasco, es un exfutbolista y entrenador de fútbol español. Destacaría como jugador del F. C. Barcelona, club en el que jugó como extremo durante once temporadas, entre 1978 y 1989. Actualmente es tertuliano de El Chiringuito de jugones.

## Futbolista
Destacaba por su gran rapidez. El primer título que consiguió con el conjunto azulgrana fue la Recopa de Europa de 1979, con apenas 19 años, al derrotar en la final de Basilea por 4 a 3 al Fortuna de Düsseldorf en la prórroga. Carrasco hizo la asistencia a Hansi Krankl que significó el gol del triunfo azulgrana. Posteriormente consiguió muchos otros títulos con el F. C. Barcelona, al lado de compañeros como Diego Armando Maradona, Bernd Schuster, Quini, Urruti y Julio Alberto. Sus títulos más relevantes fueron la Liga española de fútbol de la temporada 1984-1985, la Recopa de Europa de la temporada 1981-1982, que se añadiría a la ya conseguida en 1979, y dos Copas del Rey. Carrasco fue titular en la final de la Copa de Europa de la temporada 1985-1986 disputada en Sevilla, que el F. C. Barcelona perdió ante el Steaua de Bucarest, de Rumanía, en la tanda de penaltis, tras haber acabado los 120 minutos (con prórroga incluida), con empate a cero.
En 1989 abandonó la entidad barcelonista. Recaló en el FC Sochaux de la Primera división Francesa, donde jugó 2 temporadas, siendo uno de los primeros en jugar fuera de España por aquel entonces. Finalmente en 1992 fichó por la UE Figueres, club en el que colgó las botas.
Como jugador disputó 467 partidos, anotando 73 goles.
Con la selección española de fútbol disputó un total de 35 partidos oficiales y anotó 5 goles. Fue convocado para jugar la Copa Mundial de Fútbol de 1986, siendo su mayor logro contribuir al subcampeonato de España en la Eurocopa de 1984, en Francia. Formó parte de la alineación titular que disputó el famoso 12-1 de España a Malta.

## Director deportivo y técnico
Posteriormente fue contratado por el Club Deportivo Tenerife como director deportivo de la entidad, cargo que ocupó durante los años 2003, 2004 y 2005; y en la segunda mitad de la temporada 2005-2006 fue entrenador del Málaga B, pero no logró evitar el descenso a Segunda División B, que igualmente era inevitable por el descenso a Segunda División del Málaga Club de Fútbol. En la temporada 2007-2008, el Real Oviedo se hizo con sus servicios como nuevo técnico, pero fue cesado de manera fulminante con el equipo inmerso en el play-off de ascenso a Segunda División B tras la contundente derrota en el primer partido de la promoción y un posterior enfrentamiento con los aficionados.

## Comentarista
Tras la etapa como entrenador, se dedicó durante unos años a trabajar como comentarista deportivo en diversos medios de comunicación. Fue, junto a Michael Robinson, presentador del programa "El día después", de Canal Plus. Comentarista de la Cadena SER con Jose Ramón de la Morena en el programa "El Larguero" y comentando entre otros, el mundial de Estados Unidos 1994. 
Participó además en el programa de telerrealidad Football Cracks. Estuvo como comentarista en el programa "Punto Pelota" y comentarista en el canal televisivo Cuatro donde analizaba la 1ª División Española en el programa "Tiki-Taka". 
Actualmente, es columnista del diario "Mundo Deportivo", donde analiza al F. C. Barcelona. Y tertuliano en El chiringuito de Jugones.

## Clubes

### Como jugador
| Club                 | País    | Año         |
| -------------------- | ------- | ----------- |
| Terrassa FC          | España  | 1976 - 1977 |
| FC Barcelona Atlètic | España  | 1977 - 1978 |
| F. C. Barcelona      | España  | 1978 - 1989 |
| FC Sochaux           | Francia | 1989 - 1992 |
| UE Figueres          | España  | 1992        |

### Como entrenador
| Club        | País   | Año         |
| ----------- | ------ | ----------- |
| Málaga B    | España | 2004        |
| Real Oviedo | España | 2007 - 2008 |

### Como director deportivo
| Club     | País   | Año         |
| -------- | ------ | ----------- |
| Tenerife | España | 2003 - 2005 |

## Palmarés

### Torneos nacionales
| Título          | Club            | Año  |
| --------------- | --------------- | ---- |
| Copa del Rey    | F. C. Barcelona | 1981 |
| Copa de la Liga | F. C. Barcelona | 1983 |
| Copa del Rey    | F. C. Barcelona | 1983 |
| Supercopa       | F. C. Barcelona | 1983 |
| Liga Española   | F. C. Barcelona | 1985 |
| Copa de la Liga | F. C. Barcelona | 1986 |
| Copa del Rey    | F. C. Barcelona | 1988 |

### Campeonatos internacionales
| Título           | Equipo          | Sede      | Año  |
| ---------------- | --------------- | --------- | ---- |
| Recopa de Europa | F. C. Barcelona | Basilea   | 1979 |
| Recopa de Europa | F. C. Barcelona | Barcelona | 1982 |
| Recopa de Europa | F. C. Barcelona | Berna     | 1989 |